# 沃伊达奇考
沃伊达奇考，是匈牙利包尔绍德-奥包乌伊-曾普伦州所辖的一个村。总面积22.78平方公里，总人口1339，人口密度58.8人/平方公里（2011年1月1日）。